# Партиздат
„Партиздат“ (съкратено от Партийно издателство) е издателство на Централния комитет на Българската комунистическа партия, съществувало в София в 1944 – 1991 година.

## История
Създадено е на 18 ноември 1944 година. Първоначално се помещава в галерията на булевард „Цар Освободител“ № 7.
Първите издания са печатани в частни печатници поради липсата на собствена печатница. С постановление на Министерския съвет печатницата се отделя в Полиграфически комбинат „Димитър Благоев“ през 1954 година.
Издаваните книги постепенно стигат до 250 нови заглавия на година. Книгите излизат групирани в библиотеки и поредици като „Международна политика“, „Икономически знания“, „Историческо четиво“, „Архивите са живи“, „Епоха и култура“.
Закрито е през 1991 година. Документи за „Партиздат“ се съхраняват в Централния държавен архив: Фонд 324Б, 1 опис, 278 а.е.